# Нова Весь-Мала (гміна Левін-Бжеський)
Нова Весь-Мала (пол. Nowa Wieś Mała, нім. Klein Neudorf) — село в Польщі, у гміні Левін-Бжеський Бжезького повіту Опольського воєводства.
Населення — 246 осіб (2011).
У 1975-1998 роках село належало до Опольського воєводства.

## Демографія
Демографічна структура станом на 31 березня 2011 року:
|          | Загалом | Допрацездатний вік | Працездатний вік | Постпрацездатний вік |
| -------- | ------- | ------------------ | ---------------- | -------------------- |
| Чоловіки | 121     | 26                 | 89               | 6                    |
| Жінки    | 125     | 21                 | 78               | 26                   |
| Разом    | 246     | 47                 | 167              | 32                   |